# Герен, Шарль (поэт)
Шарль Гере́н (фр. Charles Guérin; 29 декабря 1873 года, Люневиль — 17 марта 1907 года, там же) — французский поэт.
Его самые выдающиеся поэтические сборники:
- «Le sang des crépuscules» (1895)
- «Le coeur solitaire» (1898);

в них попадаются очень красивые поэтические, иногда полные идейного содержания, вещи, которым иногда вредят только слишком большие размеры и желание автора усваивать манеру более популярных поэтов. Эта подражательность постепенно отходит на второй план в позднейших сочинениях.
В 1900 году выпустил книгу стихов с оригинальным заглавием и содержанием «L’Eros funèbre».
Ему принадлежит также критический этюд о Жорже Роденбахе (Нанси, 1894).